# 尤斯滕·布洛克
尤斯滕·布洛克（荷蘭語：Justen Blok，2000年9月27日—），荷兰男子曲棍球运动员。他曾代表荷兰参加2020年和2024年夏季奥林匹克运动会曲棍球比赛，其中2024年奥运会获得一枚金牌。